# Turken in Roemenië
De Turkse minderheid in Roemenië (Roemeens: Turcii din România, Turks: Romanya Türkleri) bestaat volgens de volkstelling van 2011 uit 27.269 personen (ofwel 0,15% van de Roemeense bevolking). Nagenoeg alle Roemeense Turken wonen in de historische regio Dobroedzja in het zuidoosten van het land, vooral in de districten  Constanța (21.014 personen) en  Tulcea (1.891 personen). In de hoofdstad Boekarest wonen 2.388 etnische Turken. Dobromir is de enige gemeente met een Turkse meerderheid (58% van de bevolking in 2011). 

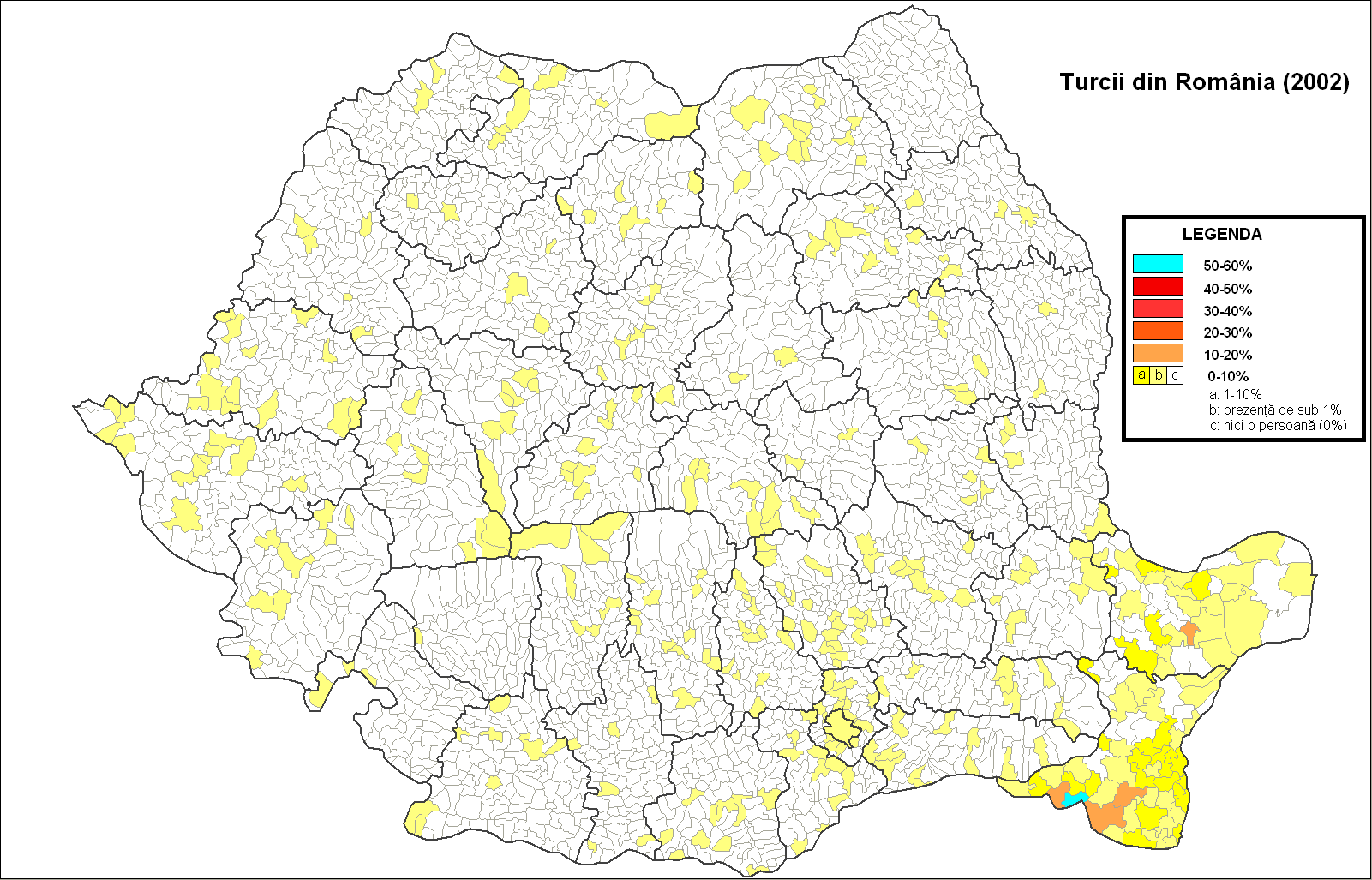
Verspreiding van de Turkse minderheid per gemeente

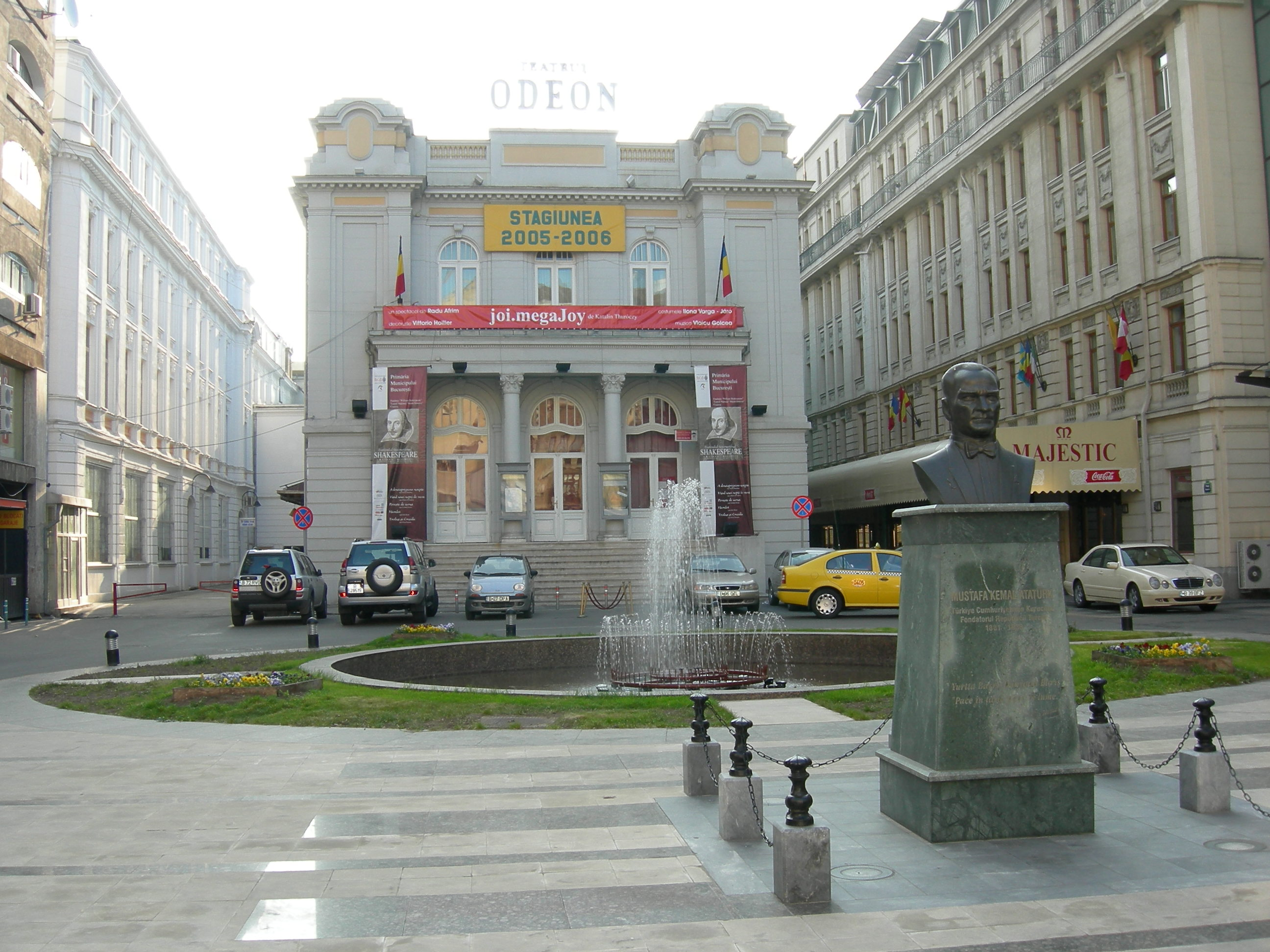
Standbeeld van Mustafa Kemal Ataturk, Boekarest

## Geschiedenis
De Turkse gemeenschap in Roemenië leeft al eeuwenlang op het huidige Roemeense grondgebied. Etnisch gezien stamt een klein deel van de huidige Turken in Roemenië af van allochtone zigeuners die zich vermengden met de nomadische Yörüks en Anatolische Turken in Dobrogea en zich nu Turken voelen en spreken Turks
- Van de 8e eeuw tot de 12e eeuw vestigden verschillende Turkssprekende volkeren, zoals de Oğuzen, de Proto-Bulgaren en de Khazars zich in de regio. Zij waren (onafhankelijke) huurlingen van het Byzantijnse Rijk en het Eerste Bulgaarse Rijk. Zij waren vooral christelijk. Deze volkeren zijn waarschijnlijk de voorouders van de Gagaoezen, een Turks-sprekend christelijk-orthodox volk, die tegenwoordig voornamelijk in het autonome district Gagaoezië in Moldavië wonen.

- In de dertiende eeuw kwamen de Tataren van de "Gouden Horde" en in de vijftiende eeuw die van het Krim-khanaat. Zij hadden de islam als religie.

- In de vijftiende eeuw kwamen Ottomaanse, islamitische Turken, die Dobroedzja tot een van de provincies van hun rijk maakten.

- In 1812 annexeerde het Russische rijk Bessarabië, toen nog onderdeel van het Ottomaanse grondgebied ten noorden van de Donau-delta en bekend als Boedzjak, waar een grote moslimbevolking leefde (Turken, Nogai-Tataren en Krim-Tataren). De Russische tsaren legden het Ottomaanse Rijk destijds een bevolkingsoverdracht op: de moslims van de Boedzjak werden naar Dobroedzja verdreven, in ruil voor ongeveer twintigduizend orthodoxe-christelijke families, zoals Bulgaren (Bessarabische Bulgaren, tegenwoordig woonachtig in Oekraïne) en Gagaoezen.

- In het eerste decennium van de 21e eeuw vestigden duizenden Turken uit Turkije, vaak afstammelingen van Dobroedzjaanse Turken die het land waren ontvlucht tijdens de communistische dictatuur, zich in Roemenië om bedrijven te openen of het land verder te ontwikkelen.

## Bevolking
Volgens de volkstelling van 2011 is de Turkse gemeenschap stedelijker dan het nationale gemiddelde (24% van hen woont in plattelandsgemeenten tegen het Roemeense gemiddelde 46%). In de volkstelling van 2011 is er een daling in het aantal Turken in Roemenië geregistreerd.
| Jaar          | 1956   | 1966   | 1977   | 1992   | 2002   | 2011   |
| Aantal Turken | 14.329 | 18.040 | 23.422 | 29.832 | 32.098 | 27.269 |

#### Religie

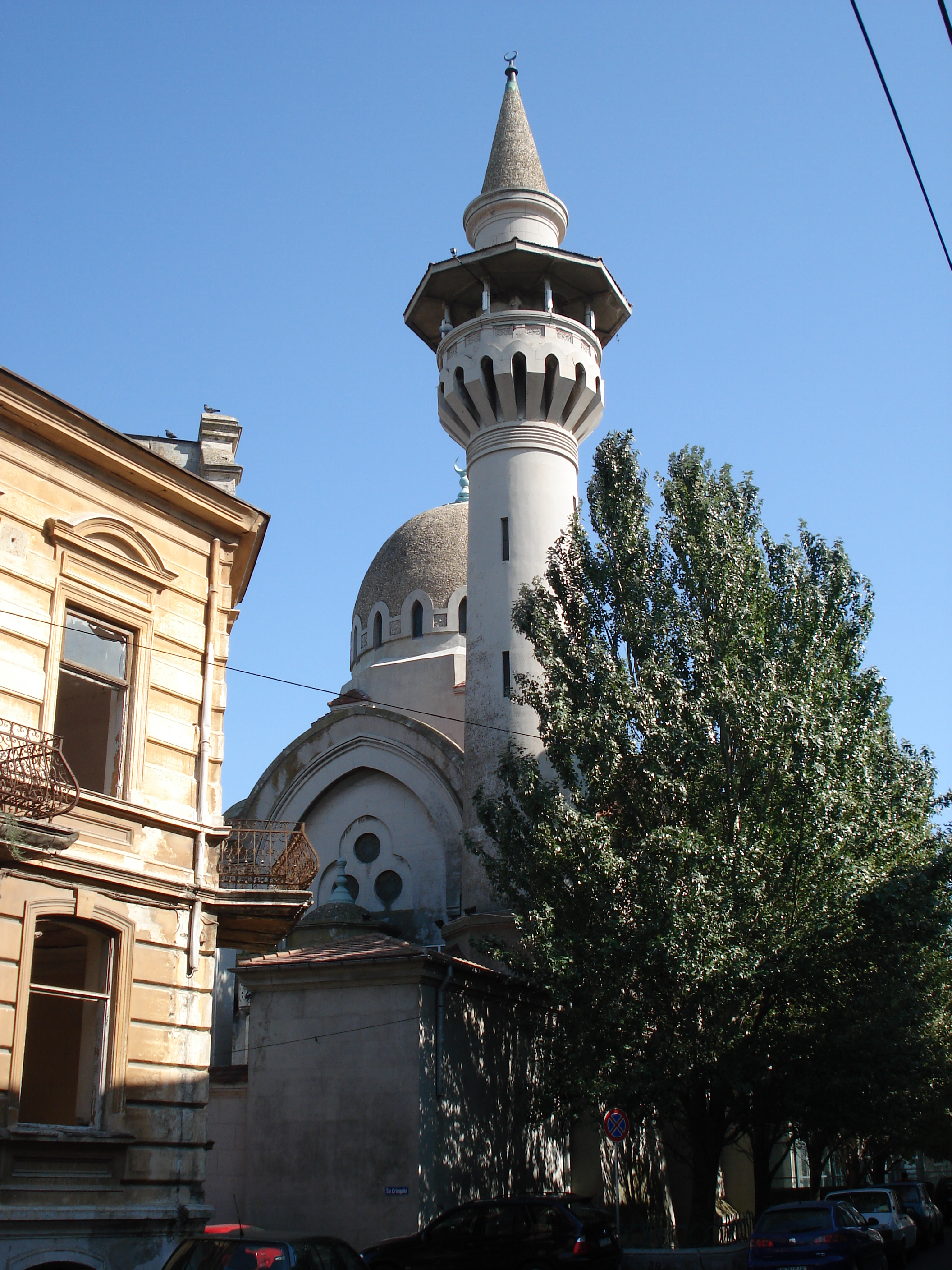
Een moskee in de stad Constanța

De Turkse minderheid onderscheidt zich op het gebied van religie, want de meeste van hen zijn, in tegenstelling tot de rest van Roemenië, islamitisch. In 2011 was ongeveer 97% van de Turken moslim, terwijl 1,8% orthodox was.
|                                  | Aantal | Aantal | Percentage (%) | Percentage (%) |
| 2002                             | 2011   | 2002   | 2011           |                |
| Totaal                           | 32.098 | 27.698 | 100,00         | 100,00         |
| -------------------------------- | ------ | ------ | -------------- | -------------- |
| Roemeens-Orthodoxe Kerk (e.a.)   | 671    | 505    | 2,09           | 1,82           |
| Rooms-Katholieke Kerk            | 43     | 10     | 0,13           | 0,04           |
| Roemeense Hervormde Kerk         | 1      | -      | 0,00           | -              |
| Pinksterbeweging                 | 6      | 4      | 0,02           | 0,01           |
| Roemeense Grieks-Katholieke Kerk | 5      | 3      | 0,02           | 0,01           |
| Baptisme                         | 4      | 7      | 0,01           | 0,03           |
| Adventisme                       | 5      | -      | 0,02           | -              |
| Evangelisch christendom          | 29     | 8      | 0,09           | 0,03           |
| Islam                            | 31.118 | 26.903 | 96,95          | 97,13          |
| Hongaarse Unitarische Kerk       | 21     | -      | 0,07           | -              |
| Jodendom                         | 24     | 4      | 0,07           | 0,01           |
| Overig                           | 85     | 147    | 0,26           | 0,53           |
| Ongelovig                        | 17     | 20     | 0,05           | 0,07           |
| Atheïsme                         | 18     | 23     | 0,06           | 0,08           |
| Ongespecificeerd                 | 51     | 64     | 0,16           | 0,23           |

#### Taal
Van de Roemeense Turken verklaarde 85% de Turkse taal als moedertaal te hebben, terwijl 14% de Roemeense taal als moedertaal sprak.

## Onderwijs
De Turkse bevolking is veel lager opgeleid dan de Roemeense bevolking: 91% van hen heeft geen hoger onderwijs gevolgd tegen 96% gemiddeld. Meer dan 15% ging niet verder dan het basisonderwijs (gemiddeld 3%) en 11% van de Turkse bevolking is analfabeet.

## Politiek
In 1990 vormden de Roemeense Turken, samen met de Tataren in Roemenië, de Democratische Unie van Turko-Islamitische Tataren in Roemenië (Roemeens: Uniunea Democrată a Tatarilor Turco-Musulmani din România).